# Ангел (сезон 2)
«Ангел» (англ. Angel) — американский телесериал, спин-офф телесериала «Баффи — истребительница вампиров».

## Сюжет
Основной сюжет сезона закручивается вокруг противостояния Ангела и «Вольфрам и Харт», которые, используя воскрешённую Дарлу, пытаются ослабить вампира.
Друзья перебираются в отель, который был длительное время заброшен из-за демона паранойи, обитающего там, чему посвящена целая серия.
Дарла приходит к Ангелу, пока он спит, также появляется в его снах.
События развиваются динамично — Ангел с компанией помогают тем, кому нужна помощь, впрочем как и всегда, раскрывают намерения «Вольфрам и Харт» против Ангела. Он пытается помочь Дарле, она смертельно больна, ведь она человек, но Линдси приводит Друссилу и та превращает Дарлу снова в вампира.
Цепочка событий приводит к тому, что Ангел приближается к темной стороне — он закрывает в подвале адвокатов наедине с Друссилой и Дарлой и те их убивают, в живых остаются только Линдси и Лайла.
Ангела критикует вся команда за то, что он сделал, но он всех увольняет. Уэсли, Корделия и Ганн начинают работать без него, втроем.
В начале сезона появляется ещё один интересный персонаж — демон Лорн, который держит караоке-бар для демонов «Каритас». Тем, кто поет у него на сцене он может предсказать их ближайшее будущее. Ангел не раз приходит к нему за помощью.
Также он продолжает личную вендетту с «Вольфрам и Харт», охотится за Друссилой и Дарлой, к которой у Линдси возникают чувства. В конце концов Ангел поджигает вампирш, убивает одного из старших партнёров, пытается проникнуть в главный офис «Вольфрам и Харт», но оказывается, что главный офис прямо здесь в ЛА, Он теряет всякую надежду, поэтому из за своего отчаяния он переспал с Дарлой, надеясь что потеряет душу, но это не произошло. Ангел прогоняет Дарлу, и говорит что в следующий раз убьёт её. Он осознает, что выбрал неправильные методы и примиряется со своей командой, просит у друзей прощения.
К концу сезона Линдси пришивают новую руку, вместо протеза. Но рука постоянно пишет «убей», Ангел помогает ему узнать что к чему и оказывается, что «Вольфрам и Харт» брали части тел у живых людей. Линдси в ярости, он покидает компанию и уезжает.
В последних сериях друзьям предстоит отправиться в родной мир Лорна, чтобы спасти пропавшую девушку Винифред (Фред), а также Корделию, которую засосало в портал. В конце концов им это удается, также в процессе скинув местный авторитарный режим.
Все возвращаются домой, их ждет Уиллоу с неутешительными новостями — Баффи погибла.

## В ролях

### Основной состав
- Дэвид Бореаназ — Ангел
- Каризма Карпентер — Корделия Чейз
- Джей Огуст Ричардс — Чарльз Ганн
- Алексис Денисоф — Уэсли Вендом-Прайс

### Второстепенный состав
- Энди Холлет — Лорн
- Джули Бенц — Дарла
- Кристиан Кейн — Линдси МакДональд
- Стефани Романов — Лайла Морган
- Сэм Андерсон — Холланд Мэннерс
- Элизабет Рём — Кейт Локли
- Джульетт Ландау — Друзилла
- Эми Экер — Фред
- Бриджит Браннав — Вирджиния Брайс
- Мэттью Дежймс — Мерл
- Элисон Ханниган — Уиллоу Розенберг
- Джулия Ли — Энн Стил
- Элайза Душку — Фэйт
- Джеймс Марстерс — Спайк
- Мерседес МакНаб — Хармони
- Марк Меткалф — Мастер

## Эпизоды
| № общий | № в сезоне | Название                                                        | Режиссёр          | Автор сценария                                                   | Дата премьеры    | Произв. код |
| --- | ---------- | --------------------------------------------------------------- | ----------------- | ---------------------------------------------------------------- | ---------------- | ----------- |
| 23 | 1          | «Judgment» «Правосудие»                                         | Майкл Лэнг        | Сюжет: Джосс Уидон и Дэвид Гринуолт Телесценарий: Дэвид Гринуолт | 26 сентября 2000 | 2ADH01      |
| Ангел со своей командой продолжают помогать людям, потерявшим надежду. Ангел убивает воинственного демона по имени Камал, но узнаёт, что тот должен был защищать молодую женщину перед таинственным Трибуналом. Это мистический суд, который должен решить судьбу ещё не родившейся девочки-провидца. Вампир отправляется на поиски подсудимой и попадает в караоке-бар «Каритас» демона-эмпата Хоста. Он читает судьбы посетителей во время исполнения песни, Ангел решил спеть, чтобы быстрее найти девушку. В «Вольфрам и Харт» восстанавливают Дарлу, покойную вампирессу, именно она две сотни лет назад обратила Ангела в вампира, а сейчас должна опять изменить его жизнь. |            |                                                                 |                   |                                                                  |                  |             |
| 24 | 2          | «Are You Now or Have You Ever Been» «Кто ты есть, и кем ты был» | Дэвид Семел       | Тим Майнир                                                       | 3 октября 2000   | 2ADH02      |
| Ангел заинтересовался заброшенной гостиницей «Гиперион», которая была построена в 1920 году, а в 1979 году один из служащих совершил массовое убийство, и после этого никто не появлялся там. Ангел вспоминает, что в 1950-х годах он жил в «Гиперионе» и не хотел никого не видеть, не слышать. Ещё в то время вампир совершил сделку с таинственной тёмной силой, которая по-прежнему находится в «Гиперионе» и ждет его нового визита. |            |                                                                 |                   |                                                                  |                  |             |
| 25 | 3          | «First Impressions» «Первые впечатления»                        | Джеймс А. Контнер | Шон Райан                                                        | 10 октября 2000  | 2ADH03      |
| В агентстве Ангела появляется новый сотрудник, Ганн, он разыскивает демона по имени Дивак, и присматривает за Корделией Чейз, которая всегда рядом с ним. Корделия видит видение, в котором жестокий демон убивает Ганна, и решает спасти его, но опасность появляется с неожиданной стороны. Ангел видит странные сны, в которых Дарла хочет его соблазнить. |            |                                                                 |                   |                                                                  |                  |             |
| 26 | 4          | «Untouched» «Неприкасаемая»                                     | Джосс Уидон       | Мер Смит                                                         | 17 октября 2000  | 2ADH04      |
| Ангел в деле об убийстве двух мужчин знакомится с Бетани, у неё дар телекинеза и она психически неуравновешенна. Лайла Морган хотела использовать способности девушки в корыстных целях, но Ангел помешал ей. В Отделе Спецпроектов Холланд Мэннерс объясняет Лайле, что её деятельность не соответствует плану Линдси и она пытается исправить свою ошибку. Ангелу становится известно о тяжёлой психологической травме Бетани из детства, но ему неизвестен тот, кто это сделал и что он в Лос-Анджелесе. |            |                                                                 |                   |                                                                  |                  |             |
| 27 | 5          | «Dear Boy» «Милый мальчик»                                      | Дэвид Гринуолт    | Дэвид Гринуолт                                                   | 24 октября 2000  | 2ADH05      |
| Ангел случайно заметил на улице женщину очень похожую на Дарлу, следует за ней и пытается доказать друзьям, что это именно Дарла, которая вернулась из мира мёртвых. Спустя время Ангел понимает, что Дарла теперь смертная, но он не знает, зачем все это проделывают в «Вольфрам и Харт». У Кейт Локли новое дело: похитили женщину, которую преследовал Ангел. Локли уверенна. что это дело рук вампира и хочет доказать его вину. |            |                                                                 |                   |                                                                  |                  |             |
| 28 | 6          | «Guise Will Be Guise» «Внешность останется внешностью»          | Кришна Рао        | Джейн Эспенсон                                                   | 7 ноября 2000    | 2ADH06      |
| Ангел обеспокоен своими запутанными снами и навещает старого знакомого Хоста, который отправляет его к колдуну Тишу Магеву. Уэсли Уиндэм-Прайс выдает себя за Ангела перед влиятельным бизнесменом Магнусом Брайсом, который хочет нанять вампира телохранителем своей дочери Вирджинии. Но ему придётся сознаться в своей «фальшивости» после того, как Вирджинию захотят принести в жертву. Ангел узнаёт, что настоящий Тиш Магев мёртв, а его замена связана с планами против дочери Магнуса Брайса. |            |                                                                 |                   |                                                                  |                  |             |
| 29 | 7          | «Darla» «Дарла»                                                 | Тим Майнир        | Тим Майнир                                                       | 14 ноября 2000   | 2ADH07      |
| Команда Ангела ищут Дарлу, чтобы освободить её от влияния «Вольфрам и Харт». Линдси наблюдает за изменениями Дарлы, которая став человеком обрела свою душу и начала страдать угрызениями совести за все свои злодеяния. Она сбегает из офиса «Вольфрам и Харт» и вампир пытается найти её быстрее, чем люди Холланда Мэннерса. Ангел вспоминает о своих взаимоотношениях с Дарлой и их кровавые похождения вместе с Друзиллой и Спайком. |            |                                                                 |                   |                                                                  |                  |             |
| 30 | 8          | «The Shroud of Rahmon» «Саван Рамона»                           | Дэвид Гроссман    | Джим Коуф                                                        | 21 ноября 2000   | 2ADH08      |
| Вместе с Ганном Ангел становятся участниками банды демонов-грабителей, которые хотят похитить Савана Рамона — могучего демона, который давно погиб. Сумасшедший священник создал для его погребения саван, на котором осталась кровь семи девственниц. Этот саван охраняет тело Рамона от покушений даже спустя столько лет, но бандите не знают об этом. Уэсли и Корделия хотят предупредить их об этом, все члены банды медленно начинают сходить с ума. За злоумышленниками следит Кейт Локли, она увидит Ангела с другой стороны, который хочет свежей человеческой крови. |            |                                                                 |                   |                                                                  |                  |             |
| 31 | 9          | «The Trial» «Испытание»                                         | Брюс Сет Грин     | Сюжет: Дэвид Гринуолт Телесценарий: Дуглас Петри и Тим Майнир    | 28 ноября 2000   | 2ADH09      |
| Дарла снова оказывается в офисе Линдси МакДональда, а Ангел узнаёт о том, что она медленно умирает от своей старой болезни (до обращения в вампира). Хост предлагает вампиру пройти испытание, которое излечит девушку, но оказалось, что все его попытки тщетны — она не имеет права во второй жизни на магическое вмешательство или исцеление. Линдси МакДональд понял, что влюбляется в Дарлу и хочет обратить её в вампира снова, для чего и нанимает Друзиллу — знакомую Ангела и Дарлы. |            |                                                                 |                   |                                                                  |                  |             |
| 32 | 10         | «Reunion» «Воссоединение»                                       | Джеймс А. Контнер | Тим Майнир и Шон Райан                                           | 19 декабря 2000  | 2ADH10      |
| Ангел не хочет допустить перевоплощение Дарлы и находит место, где её прячет Друзилла, но он опоздал — девушка уже опять вампир и прячется от него. Ангел настолько озабочен поиском вампиресс, что не может обратить внимание на видения, которые посылают ему Высшие Силы. Ангела теперь влияет на жизни Холланда Мэннерса, Лайлы Морган, Линдси МакДональда и других элитных сотрудников «Вольфрам и Харт». Вампир закрывает их в погребе с вампирессами, что повергло в шок Уэсли, Корделии и Ганну. Не задумываясь ни о чём, Ангел увольняет их. |            |                                                                 |                   |                                                                  |                  |             |
| 33 | 11         | «Redefinition» «Переопределение»                                | Майкл Гроссман    | Мер Смит                                                         | 16 января 2001   | 2ADH11      |
| Ангел вновь уходит в себя и начинает посвящать все своё время только тренировкам, чтобы победить своих врагов в решающей битве. Уэсли, Ганн и Корделия работают без вампира, узнают, что после той резни в подвале выжили лишь двое — Линдси МакДональд и Лайла Морган. Друзилла и Дарла хотят использовать их для налаживания связи с «„Вольфрам и Харт“» в дальнейшем. Демон Мерл выводит Ангела на Дарлу и Друзиллу. |            |                                                                 |                   |                                                                  |                  |             |
| 34 | 12         | «Blood Money» «Кровавые деньги»                                 | Р. Д. Прайс       | Шон Райан и Мер Смит                                             | 23 января 2001   | 2ADH12      |
| Уэсли, Ганн и Корделия размышляют над названием нового детективного агентства, а Ангел все так же борется с «Вольфрам и Харт». Он ведёт слежку за владелицей приюта для беспризорных Энн, считая виновной её в финансовых махинациях, которые «Вольфрам и Харт» проводит в приюте. Он выясняет, что она всего лишь новая жертва адвокатов. Вампир хочет доказать Энн, что благотворительные средства для приюта — это результат многоходовой аферы, «кровавые деньги». В Лос-Анджелес приезжает старый знакомы Ангела, демон Бун, он хочет встретиться с ним. Линдси и Лайла нанимают Буна, чтобы тот убил Ангела в целях сохранения тайн организации.                             |            |                                                                 |                   |                                                                  |                  |             |
| 35 | 13         | «Happy Anniversary» «Счастливой годовщины»                      | Билл Л. Нортон    | Сюжет: Джосс Уидон и Дэвид Гринуолт Телесценарий: Дэвид Гринуолт | 6 февраля 2001   | 2ADH13      |
| На этот раз к вампиру за помощью обращается демон Хост. Он узнал, что одарённый студент-физик Джин Рейни хочет раз и навсегда остановить время на Земле. Все это он задумал из-за того, что его собирается бросить девушка Дениз, чтобы их любовь могла существовать вечно. Ангел и Хост хотят отыскать этого юного изобретателя и не позволить ему сделать разрыв во временной ткани Вселенной. На их пути преградой появляются загадочные демоны, они считают, что своими действиями Джин осуществляет их главное пророчество. |            |                                                                 |                   |                                                                  |                  |             |
| 36 | 14         | «The Thin Dead Line» «Тонкая линия смерти»                      | Скотт Макгиннис   | Джим Коуф и Шон Райан                                            | 13 февраля 2001  | 2ADH14      |
| В неблагоприятном районе Лос-Анджелеса полицейские начали нападать на беспризорных подростков. Энн обращается в бывшее агентство Ангела за помощью. Вампир случайно убивает полицейского, но выясняет, что это был зомби. Ангел вместе с Кейт Локли начинают искать того, кто же возвращает к жизни полицейских и разрешает им гулять по улицам, а его бывшие друзья пытаются защитить приют от этих зомби. Уэсли наносят серьёзные травмы… |            |                                                                 |                   |                                                                  |                  |             |
| 37 | 15         | «Reprise» «Реванш»                                              | Джеймс Уитмор мл. | Тим Майнир                                                       | 20 февраля 2001  | 2ADH15      |
| В городе творятся массовые жертвоприношения, которые заказывают «Вольфрам и Харт». В городе ходят слухи что в компании будет происходить крупная проверка, которую будет проводить старший партнёр. Ангел старается все выяснить и сталкивается с Дарлой. |            |                                                                 |                   |                                                                  |                  |             |
| 38 | 16         | «Epiphany» «Прозрение»                                          | Томас Дж. Райт    | Тим Майнир                                                       | 27 февраля 2001  | 2ADH16      |
| После ночи проведенной с Дарлой Ангел понимает, что душа не покинула его. и это ему придает новые силы для борьбы, после того как он уже отчаялся. И он с новыми силами бросается в борьбу, начиная её со спасения детектива Кейт Локли. А тем временем бывшие партнёры Ангела попадают в беду. |            |                                                                 |                   |                                                                  |                  |             |
| 39 | 17         | «Disharmony» «Дисгармония»                                      | Фред Келлер       | Дэвид Фьюри                                                      | 17 апреля 2001   | 2ADH17      |
| После того как Ангел извинился перед друзьями и нанялся к ним на работу, дела потекли в прежнем русле. Однако отношения между членами агентства очень напряжённые, а тут ещё приезжает Хармани. А в городе тем временем кто-то создает армию вампиров. |            |                                                                 |                   |                                                                  |                  |             |
| 40 | 18         | «Dead End» «Смертельный исход»                                  | Джеймс А. Контнер | Дэвид Гринуолт                                                   | 24 апреля 2001   | 2ADH18      |
| У Корделии было видение, где человек убивает себя. Она очень сильно переживает, так как это было не обычное видение с демонами. А тем временем, Линдси МакДональду делают очень дорогую операцию по трансплантации руки. Которая постоянно пишет убей. теперь у них с Ангелом работают вместе. |            |                                                                 |                   |                                                                  |                  |             |
| 41 | 19         | «Belonging» «Принадлежность»                                    | Тури Майер        | Шон Райан                                                        | 1 мая 2001       | 2ADH19      |
| В агентство приходит демон Лорн, и просит их помочь в поимке демона Дракена. После видения Корделии они едут в библиотеку, встречают кузена Лорна, и вытесняются подробности жизни Лорна. Тем временем у Ганна погибает друг, он считает себя виноватым, а коллеги по агентству беспокоятся за него. Открыв портал чтобы отправить туда кузена Лорна, друзья не досчитываются члена команды…. |            |                                                                 |                   |                                                                  |                  |             |
| 42 | 20         | «Over the Rainbow» «За радугой»                                 | Фред Келлер       | Мер Смит                                                         | 8 мая 2001       | 2ADH20      |
| Ганн решает уйти от друзей, из-за того что погиб его друг. Тем временем Корделию в новом мире продают как корову. Она знакомится там с девушкой по имени Винифред (Фред). Друзья после долгих дискуссий отправляются в родной мир Лорна, чтобы спасти Корделию. Но Лорна там ждут не ласковое приветствие, а друзей сюрприз… |            |                                                                 |                   |                                                                  |                  |             |
| 43 | 21         | «Through the Looking Glass» «По ту сторону зеркала»             | Тим Майнир        | Тим Майнир                                                       | 15 мая 2001      | 2ADH21      |
| Корделия поглощена своими королевским почестями и молодым парнем, до тех пор пока её не ставят на место и не преподносят на блюде голову Лорна. Ганн и Уэсли попадают в плен за пределами замка. А Ангел тем временем воочию видит свою сущность демона внутри себя, и не смеет показаться на глаза друзьям. Все кажется на грани провала миссии, кто же поможет друзьям… |            |                                                                 |                   |                                                                  |                  |             |
| 44 | 22         | «There's No Place Like Plrtz Glrb» «Нет места похожего на…»     | Дэвид Гринуолт    | Дэвид Гринуолт                                                   | 22 мая 2001      | 2ADH22      |
| Корделия разговаривает с головой Лорна, он рассказывает что может спасти его. Ганн и Уэсли освобождают мятежники, и назначают Уэсли командиром. Тем временем девушка по имени Фред, которую спас Ангел помогает ему осознать что он не демон. И вот друзья снова вместе чтобы спасти Корделию, которая в свою очередь устраивает переворот а правлении страной. По возвращению в ЛА все узнают о смерти Баффи. |            |                                                                 |                   |                                                                  |                  |             |